# 照準儀

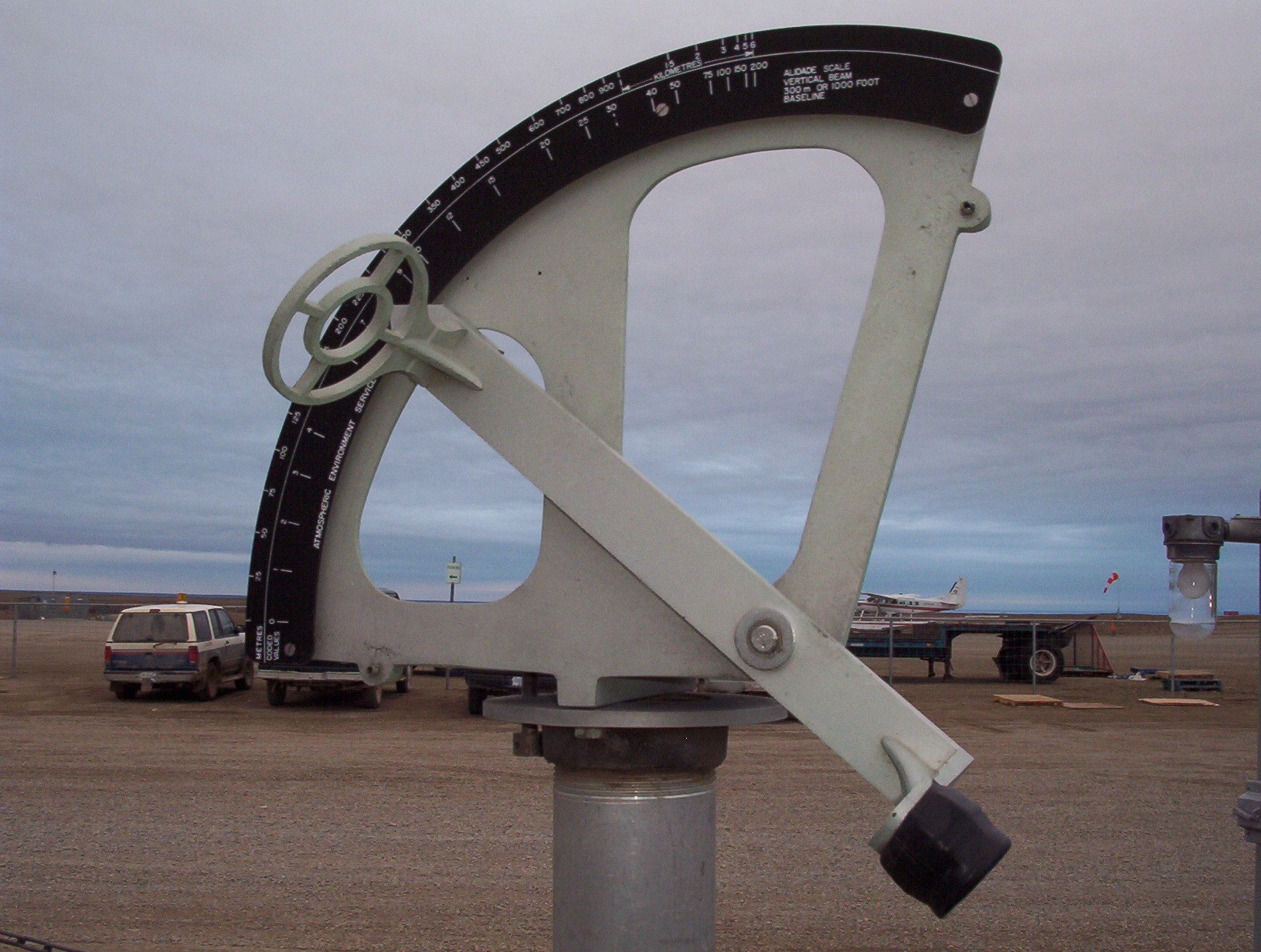
用於雲幕燈的簡單照準儀。

照準儀（英語：alidade，/ˈæ.lɪ.deɪd/，古形式包括 alhidade、alhidad、alidad）或翻板（英語：turning board）是一種允許人們看到遠處物體並使用視線執行任務的設備。例如，這項任務可以是在現場繪製比例尺地圖的三角測量 (測量)，使用平面表繪製物體方向上從兩個或多個點開始的相交線，或者從某個參考點的極坐標測量量測到物體的角度和水平距離。測量的角度可以是在水平、垂直或任何選定的平面。
照準儀的瞄準尺最初是許多類型科學和天文儀器的一部分。曾經有一段時間，一些照準儀，特別是像在星盤上使用的刻度一樣，也被稱為「屈光度」。隨著現代技術的出現，這個名字被應用於完整的儀器，例如「平面表照準儀」。

## 起源

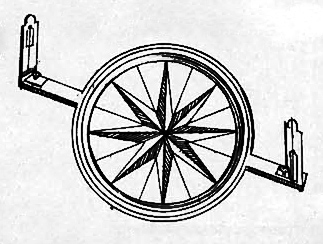
圓周上的照準儀範例。摘自《測量表》的百科全書，第 2 卷，1728 年

阿拉伯語中的單詞（الحلقة العضدية，直译：「the ruler」）都表示相同的裝置。在希臘語和拉丁語分別稱為，「dioptra（屈光度）」，和，「fiducial line（基準線）」。
最早的照準儀由一根棒、桿或類似部件組成，兩端各有一個瞄準片。每個瞄準片（也稱為羽枝或骨針）都有一個孔、槽或其他指示器，通過這些孔可以看到遠處的物體。照準儀上也可能有一個或多個指標來指示刻度上的位置。照準儀可以由木材、象牙、黃銅和其他材料製成。

## 早期照準儀類型的示例

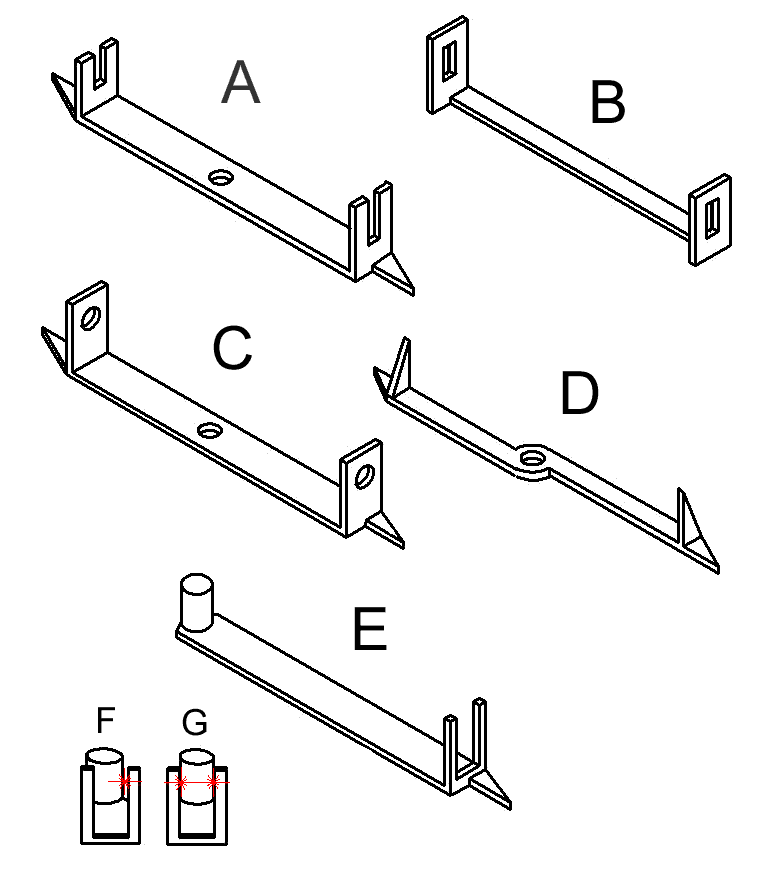
幾個照準儀類型的範例。

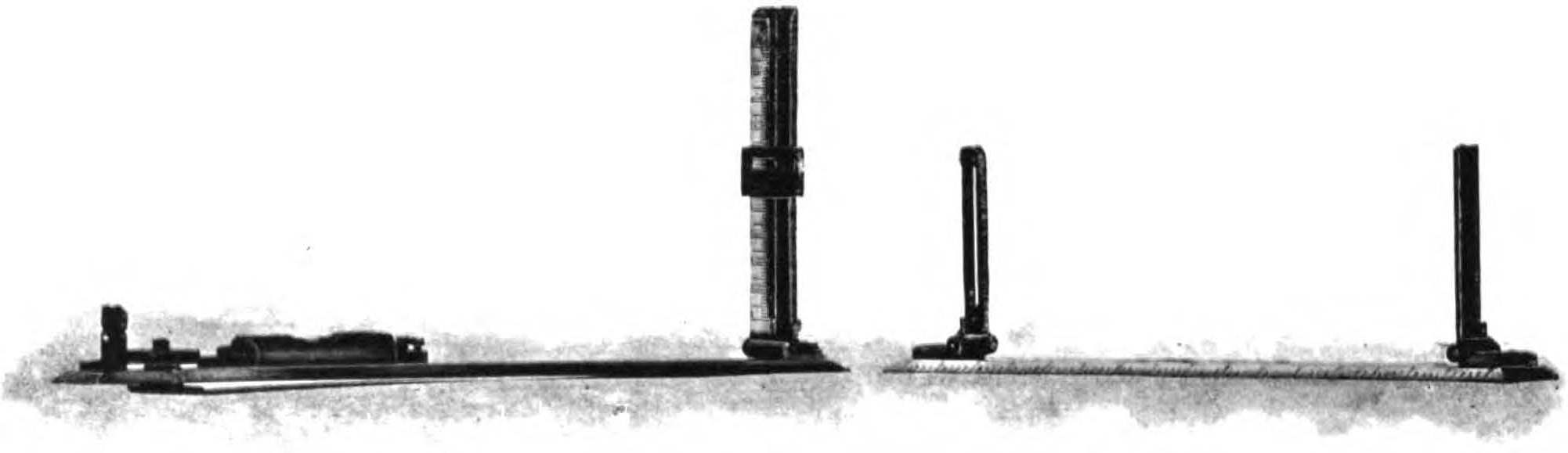
橫樑平面表照準儀，约1898

左圖顯示了一些圖畫，這些圖畫試圖展示在許多古董儀器上可以找到的各種照準儀的一般形式。這些類型的真實照準儀可能更具裝飾性，揭示了製作者的藝術才能和他的技術技能。在當時的術語中，讀取刻度或繪製線條的照準儀邊緣稱為「基準邊」。
照準儀B 在圖中顯示了一個直的扁平條，兩端各有一個瞄準片，不使用指標。瞄準片不在桿上居中，而是偏移，以便視線與桿的邊緣重合。
每個瞄準片上都有一個矩形孔，一根細線垂直固定在開口中。使用照準儀時，使用者需要看到一個物體並將其與每個瞄準片中的細線對齊。這種類型的照準儀可以在平面表、半圓測角器或類似儀器上找到。
照準儀A和C類似於B但有一個沒有細線的狹縫或圓孔。在圖中，開口的大小被誇大以顯示形狀；它們在真正的照準儀中會更小，也許是 2 毫米左右的寬度。人們可以透過開口看，並將開口與遠處感興趣的物體對齊。開口越小，瞄準物體的誤差也越小。但是，如果通過小孔觀察星星等暗淡的物體，則很難看到圖像。
此表單在圖中顯示為具有指標。這些可以用來在刻在儀器外緣（或 邊緣）周圍的刻度上讀出一個角度。這種形式的照準儀出現在星盤、水手星盤和類似的儀器上。
照準儀D具有沒有任何開口的瞄準片。在這種情況下，觀察物體並旋轉 照準儀，直到兩個相反的瞄準片同時使物體黯然失色。憑藉技巧，這種照準儀可以產生非常精確的測量。在此示例中，顯示了指標。
照準儀E是約翰·赫維留斯的一個非常有趣設計的代表。赫維留斯追隨第谷·布拉厄的腳步，以高精度對恆星位置進行編目。他確實可以使用其它國家天文學家使用的望遠鏡，但是，他選擇使用肉眼觀測的定位儀器來測量。由於他的儀器和照準儀的設計，以及他勤奮的實踐，他能夠做出非常精確的測量。
赫維留斯的設計在觀察者端有一個帶有垂直圓柱體和瞄準片的樞軸點。瞄準片有兩個狹窄的狹縫，它們的間距與圓柱體的直徑完全相同（在圖中，為清楚起見，狹縫之間的瞄準片部分被去除；開口的左右邊緣代表狹縫）。如果觀察者只能在圓柱體的一側看到一顆星星，如F所示，則對齊不正確。通過小心地移動瞄準片，使幾乎看不到的星星在圓柱體的兩側（G）），則照準儀對齊了星星的位置；但位置較近的物體不能使用這種照準儀。因為距離很遠的恆星，肉眼看不到視差，可以作為點源同時在兩側觀察到。

## 現代照準儀的類型

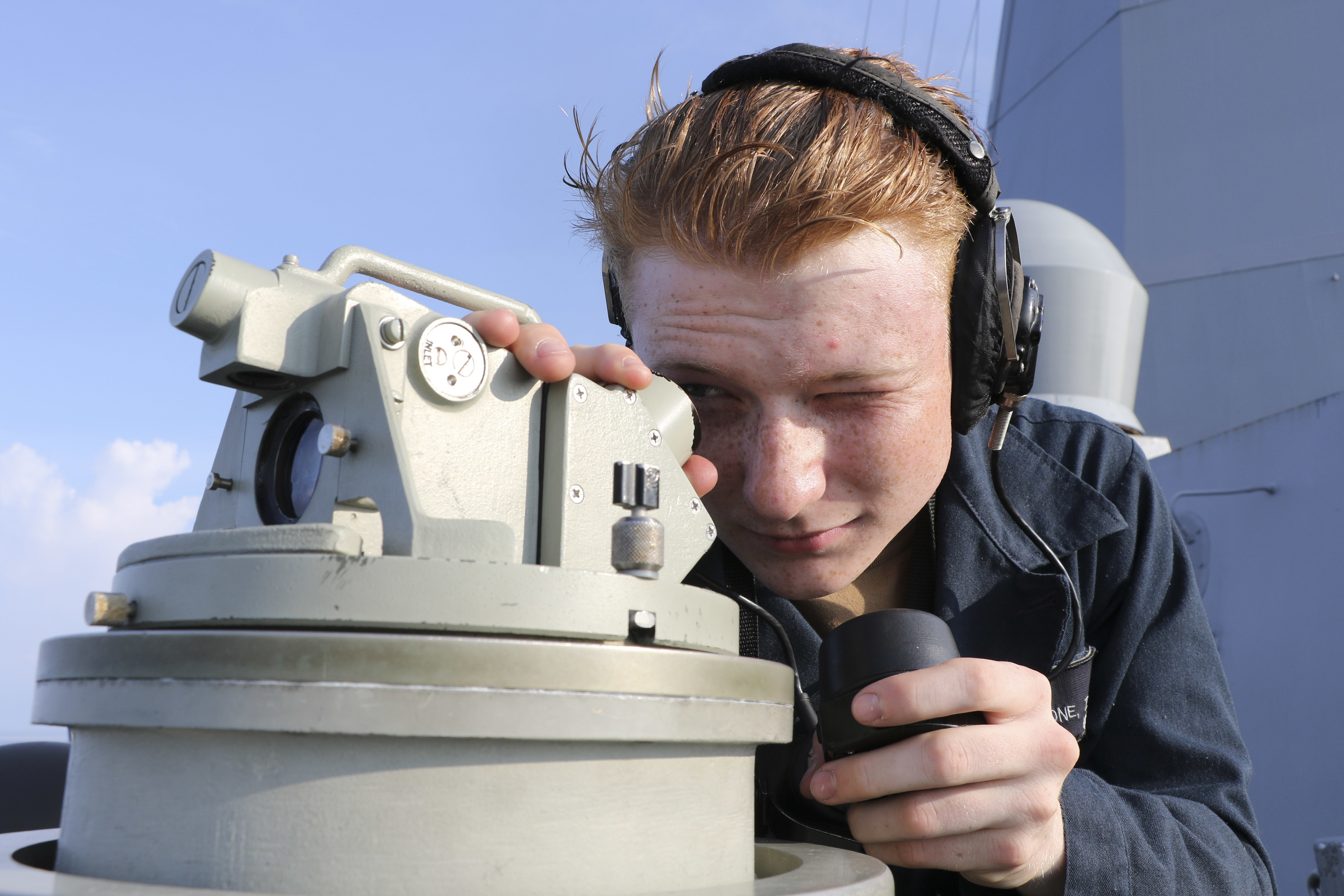
一名美國海軍水手使用望遠鏡的照準儀。

照準儀是經緯儀的一部分，它繞垂直軸旋轉，並且帶有望遠鏡（或遮罩，在早期無望遠鏡的儀器中）圍繞該水平軸向上或向下轉動。
在六分儀或八分儀中，照準儀是可旋轉的臂，攜帶鏡子和指標到垂直平面上的刻度圓。今天，它通常被稱為「指標臂」。 
照準儀表 長期以來也被用於火警瞭望塔中，用於瞄準森林火災的方位。當地的地形圖，具有合適的比例尺，被定向、居中並永久安裝在一個水平的圓桌上，周圍環繞著一個校準到地圖正北的弧線，並以弧度（和分數）刻度。兩個垂直瞄準孔彼此相對佈置，可以沿水準工作台的刻度弧旋轉。為了確定可疑火災的方位，用戶通過兩個瞄準具進行觀察並進行調整，直到它們與煙霧源對齊（或觀察到的 雷擊以監測煙霧）。「參見」奧斯本火災探測器。